# Oberstabsgefreiter
Oberstabsgefreiter är en tjänstegrad inom Bundeswehr, Wehrmacht och Nationale Volksarmee. I svenska försvarsmakten är motsvarande tjänstegrad korpral.

## Bundeswehr
I Bundeswehr är Oberstabsgefreiter en manskapsgrad över Stabsgefreiter och under Korporal. På grund av att de tillhör manskapet kan Oberstabsgefreite inte ge order till någon enbart på grund av sin grad, på grundval av § 4 ("Vorgesetztenverordnung"). Liksom alla manskapsgrader får Oberstabsgefreite inte förklara sig som överordnade i enlighet med § 6 ("Vorgesetztenverordnung"), inte ens i nödsituationer.
Oberstabsgefreite tjänstgör till exempel som förare av pansarfordon, specialutbildade infanterister, ställföreträdande vaktchefer, operatörer av vapensystem, mekaniker eller stabsassistenter. Erfarna Oberstabsgefreite är ofta instruktörer eller gruppbefäl.
Soldater och reservister i manskapets karriärvägar kan utnämnas till Oberstabsgefreiter 48 månader efter att de har tillträtt Bundeswehr.